# Fabras
Fabras település Franciaországban, Ardèche megyében. Lakosainak száma 458 fő (2022. január 1.). Fabras Jaujac, Lalevade-d’Ardèche, Meyras, Pont-de-Labeaume, Prades és Saint-Cirgues-de-Prades községekkel határos.

## Népesség
A település népességének változása:
| Lakosok száma | 188  | 214  | 265  | 333  | 396  | 409  | 410  | 433  | 444  | 458  |
|               | 1968 | 1982 | 1990 | 2006 | 2013 | 2015 | 2017 | 2019 | 2020 | 2022 |